# Sam Waardenburg
Samuel Douglas Waardenburg, detto Sam (Auckland, 21 febbraio 1999), è un cestista neozelandese.

## Carriera
Dopo aver trascorso la carriera universitaria con i Miami Hurricanes, il 10 giugno 2022 firma il primo contratto professionistico con i Cairns Taipans, di durata biennale; il 24 febbraio 2023 si trasferisce al R. Ludwigsburg.